# Мон-сюр-Роль
Мон-сюр-Роль (фр. Mont-sur-Rolle) — громада  в Швейцарії в кантоні Во, округ Ньйон.

## Географія
Громада розташована на відстані близько 100 км на південний захід від Берна, 24 км на захід від Лозанни.
Мон-сюр-Роль має площу 3,9 км², з яких на 26,5% дозволяється будівництво (житлове та будівництво доріг), 58,2% використовуються в сільськогосподарських цілях, 14,8% зайнято лісами, 0,5% не є продуктивними (річки, льодовики або гори).

## Демографія
2019 року в громаді мешкало 2686 осіб (+10,2% порівняно з 2010 роком), іноземців було 28,6%. Густота населення становила 696 осіб/км².
За віковим діапазоном населення розподілялося таким чином: 24,8% — особи молодші 20 років, 59,8% — особи у віці 20—64 років, 15,4% — особи у віці 65 років та старші. Було 1047 помешкань (у середньому 2,5 особи в помешканні).
Із загальної кількості 477 працюючих 94 було зайнятих в первинному секторі, 68 — в обробній промисловості, 315 — в галузі послуг.